# Дарлекин-монголы
Дарлеки́н-монго́лы, дарлеки́ны (монг. Дарлигин, Дарлиган) — общее название одной из ветвей средневековых коренных монголов. Потомки племен, входивших в общность дарлекинов, широко представлены среди современных монгольских народов.

## Этноним
Согласно Рашид ад-Дину, под монголами дарлекин имеются в виду монголы вообще, а под монголами нирун — собственно монголы.

## История
Как известно, коренные монголы разделялись на две части: нирун и дарлекин. Дарлекины являются потомками племен нукуз (нохос) и кият, обитавших в Эргунэ-кун, легендарной прародине монголов. Согласно историческому преданию, племя дарлекин являлось собственностью Бэлгэнутэя (Бельгунотая) и Бугунутэя (Бугунотая), двух сыновей Добун-Мэргэна, рожденных от Алан-гоа-хатун еще при его жизни. А племя Буха Хатаги (Бугу-Хатаги, Бугу-Хадаги), Бугуту Салжи (Бухуту-Салчжи, Бухату-Салчжи) и Бодончар Мунхаг, рожденных Алан-гоа в бытность ее уже вдовой Добун-Мэргэна, называлось нирун.
Согласно «Сборнику летописей», в состав дарлекин-монголов входили следующие племена: нукуз (нохос), урянкат, кунгират (хонгират), икирас, олкунут, куралас (горлос), элджигин, кункулают (кунклиут), ортаут, конкотан (хонхотан), арулат, килингут (уряут-килинкут), кунджин, ушин (хушин), сулдус, илдуркин, баяут (байлук) и кингит. Роды конкотан, арулат и уряут-килинкут, по Рашид ад-Дину, являлись ветвями племени уряут. В составе племени уряут-килингут упоминаются ветви: килингут-тархан и курчин. Кроме этого в первой главе четвертого раздела «Сборника летописей» упоминается племя каранут (харанут). Упоминаются ветви рода баяут: джадай-баяут и кэхэрин-баяут. Урянкаты, проживавшие в стране Баргуджин-Токум, были известны как хойин-урянка (лесные урянкаты). Дарлекинами также названы племена: джалаир, нукуз-курган, сакаит и иджин. В составе джалаиров упоминаются десять больших ветвей: джат, тукараун, кунксаут, кумсаут, уят, нилкан, куркин, тулангит, тури, шанкут. Кингитов сопоставляют с кенегесами, упоминаемыми в «Сокровенном сказании монголов» как генигесы.
Особо Рашид ад-Дин отмечает племена бэлгунут (булкунут) и бугунут (букунут). Он пишет следующее: «Добун-Баян (Добун-Мэргэн) имел весьма целомудренную жену, по имени Алан-Гоа, из племени куралас (горлос). От нее он имел двух сыновей, имя одного из них Бэлгунутай, а другого — Бугунутай. Из их рода происходят два монгольских племени. Некоторые их относят к племени нирун, потому что матерью их была Алан-Гоа, некоторые же — к племени дарлекин, по той причине, что племя нирун полагают безусловно происходящим от тех трех сыновей, которые появились на свет от Алан-Гоа после кончины [ее] мужа, и в этом отношении [хотя] имеется много разногласий, но пользуется известностью и сравнительно ближе [к истине] этот второй вариант».
В ряде источников к дарлекин-монголам принято относить все монголоязычные племена, не относившиеся к нирун-монголам. В их число входят племена: кереиты, меркиты, найманы, ойраты, онгуты, татары, бекрины, а также население Баргуджин-Токума хойин-иргэн: баргуты, хори-туматы, булагачины, кэрэмучины. Кроме вышеназванных племен Рашид ад-Дином в числе родов, известных как монголы, упоминаются сунит, курлаут, тулас, урасут, тамгалык, таргут, теленгут, кесутами, куркан, сукаит.

## Современность
В Монголии проживают носители непосредственно таких родовых фамилий как Дарлиган, Дарлигин.
Потомки таких ветвей дарлекин-монголов как нохос, урянхай, хонгират, икирес, олхонут, горлос, элджигин, арулат, сулдус, баят, харанут, джалаир, бэлгунут, бугунут, хонхотан, ушин встречаются в составе монгольских народов на территории Монголии, Внутренней Монголии, Бурятии, Калмыкии, а также на остальных территориях традиционного проживания монгольских народов.
Во Внутренней Монголии зафиксированы носители следующих родовых имен: хонхотан, уушин (үүшин), хонглигуд (хонхлут, кунклиут), гунггулигуд (кункулают), генигес. Род уушин (үүшин) в частности упоминается в составе ордосских тумэнов.
В Монголии род уушин (үүшин) отмечен в составе халха-монголов, а также в составе хотогойтов. Ушины, осевшие в Афганистане, образовали одно из племен в составе хазарейцев — уйшун. Носители родового имени гэнигэс проживают в аймаке Дорнод и Улан-Баторе.
В сомоне Халхгол Восточного аймака Монголии отмечен род гэрүүд кости хонхатнууд (хонхотнууд). Представители рода мэнглиг (мэнлиг), ответвления рода хонхотон (хонхотан), зарегистрированы в сомонах Булган, Цагаан-Овоо, Гурванзагал и Сэргэлэн Восточного аймака Монголии. Хонхотан в частности упоминаются в составе монгольского рода юншиэбу (еншөөбу).